# アルトナ93
アルトナ93（Altona 93、Altonaer FC von 1893）はドイツのハンブルクを構成する地区の一つであるアルトナにホームを置くサッカークラブである。同クラブは、サッカーだけでなく、ハンドボール、空手、卓球などの活動も行っている。

## 歴史
1893年に発足したクリケットクラブが母体となっている。翌1894年にはサッカークラブが発足しており、ドイツの中でも長い歴史を有したクラブである。2002年より、オーバーリーガ北部（当時の4部）に所属していた。2007-08年のシーズンで2位となり、2008-09年より再編されたレギオナルリーガ（新たな4部リーグ）に所属することになった。

## スタジアム

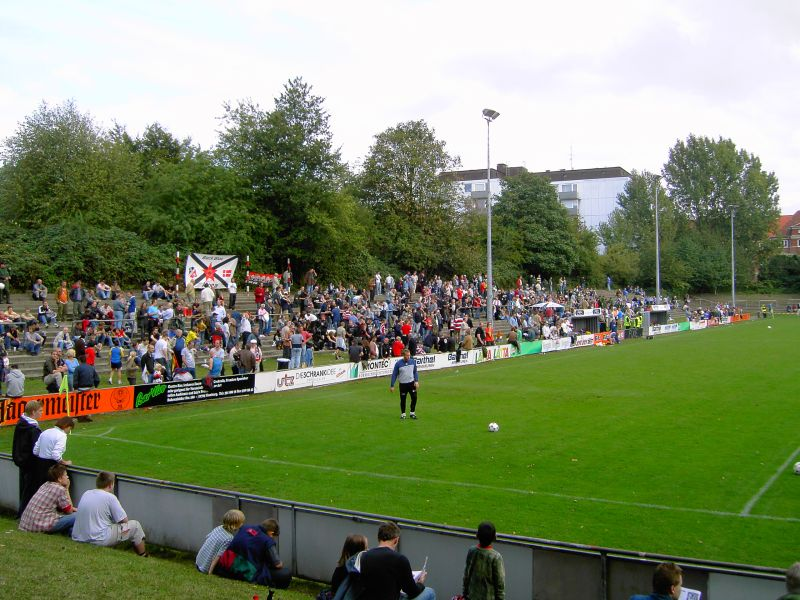
試合風景

スタジアムのアドルフ・イェーガー・カンプバーン（Adolf-Jäger-Kampfbahn）は、1903年のドイツ選手権（当時はドイツ帝国だけでなく、オーストリア＝ハンガリー帝国のサッカークラブも参加）における決勝会場となった。決勝はVfBライプツィヒとDFCプラハで戦われ、ライプツィヒが優勝を果たした。

## タイトル

### 国内タイトル
なし

### 国際タイトル
なし